# Shirley Clarke
Shirley Clarke (nata Brimberg) (New York, 2 ottobre 1919 – New York, 23 settembre 1997) è stata una regista statunitense il cui lavoro è particolarmente conosciuto per i suoi film di cinema sperimentale e di cinema indipendente.
Shirley Clarke studiò come film maker con Hans Richter al City College di New York.

## Biografia
Dal 1955 fu membro dell'Independent Filmmakers of America e divenne parte del circuito di registi del cinema sperimentale del Greenwich Village assieme a Maya Deren, Stan Brakhage, Jonas Mekas e Lionel Rogosin.
Nel 1958 il Dipartimento di Stato Americano le commissionò una serie di cortometraggi in occasione dell’Esposizione universale di Bruxelles. Realizzati senza colonna sonora insieme al collega D. A. Pennebaker, vennero proiettati nel padiglione degli USA. Raccolti con il titolo di Brussels Loops, ritraevano frammenti dell’American Way of Life: merci, strade, case, città, deserti, grattacieli. 
Nel 1961 Shirley Clarke realizzò The Connection, un film sulla vita di un gruppo di musicisti jazz e sulla loro tossicodipendenza. Il film fu presentato alla 14ª edizione del Festival di Cannes e cinquantun anni dopo, nel 2012, è stato riproposto nelle sale in versione restaurata.
Sempre nel 1961, la regista fu firmataria del manifesto del New American Cinema Group e nel 1962 fu tra i fondatori della Film-Makers' Cooperative. Con Robert Frost: A Lover's Quarrel with the World vinse nel 1964 il premio Oscar per il migliore documentario. 
Il suo ultimo lavoro, Ornette: Made in America (1985), è un ritratto del pioniere del free jazz Ornette Coleman. La Clarke aveva conosciuto Coleman alla fine degli anni sessanta e subito era nata l'idea di realizzare insieme un film sul jazz; dopo un iniziale rifiuto dei produttori, il progetto fu ripreso in vista dell'apertura del Caravan of Dreams Performing Arts Center di Fort Worth (Texas), uno spazio polivalente destinato a spettacoli dal vivo che nel 1983 fu inaugurato appunto da un concerto di Ornette Coleman, destinato ad essere registrato su disco. La vita del musicista viene raccontata senza un percorso cronologico: in linea con lo stile "aperto" della sua musica, nel film si alternano brani di interviste, brani eseguiti in concerto, video sperimentali e ricostruzioni della sua infanzia.

## Filmografia

### Regista
- A Dance in the Sun (1953)
- In Paris Parks (1954)
- Bullfight (1955)
- A Moment in Love (1957)
- Brussels "Loops" (1958)
- Bridges-Go-Round (1958)
- Skyscraper (1960) con Willard Van Dyke e Irving Jacoby
- A Scary Time (1960)
- The Connection (1961)
- Robert Frost: A Lover's Quarrel with the World (1963)
- The Cool World (1963)
- Portrait of Jason (1967)
- Man in Polar Regions (1967)
- Trans (1978)
- One Two Three (1978)
- Mysterium; Initiation (1978)
- Savage/Love (1981)
- Tongues (1982)
- Ornette: Made in America (1985)

### Attrice
- 1969 - Lions Love di Agnès Varda
- 1986 - He Stands in a Desert Counting the Seconds of His Life di Jonas Mekas